# ピアッツォーロ
ピアッツォーロ（伊: Piazzolo  ( 音声ファイル)）は、イタリア共和国ロンバルディア州ベルガモ県にある、人口約100人の基礎自治体（コムーネ）。

## 地理

### 位置・広がり
ベルガモ県北部、ヴァル・ブレンバーナのコムーネ。県都ベルガモから北へ31km、州都ミラノから北北東へ68kmの距離にある。

#### 隣接コムーネ
隣接するコムーネは以下の通り。
- メッツォルド
- モーイオ・デ・カルヴィ
- オルモ・アル・ブレンボ
- ピアッツァ・ブレンバーナ
- ピアッツァトッレ
- ヴァルネグラ

### 地震分類
イタリアの地震リスク階級 (it) では、3 に分類される
。

## 行政

### 山岳部共同体
広域行政組織である山岳部共同体「ヴァッレ・ブレンバーナ山岳部共同体」  (it:Comunità montana della Valle Brembana)  （事務所所在地：ピアッツァ・ブレンバーナ）を構成するコムーネである。